# 新城神社

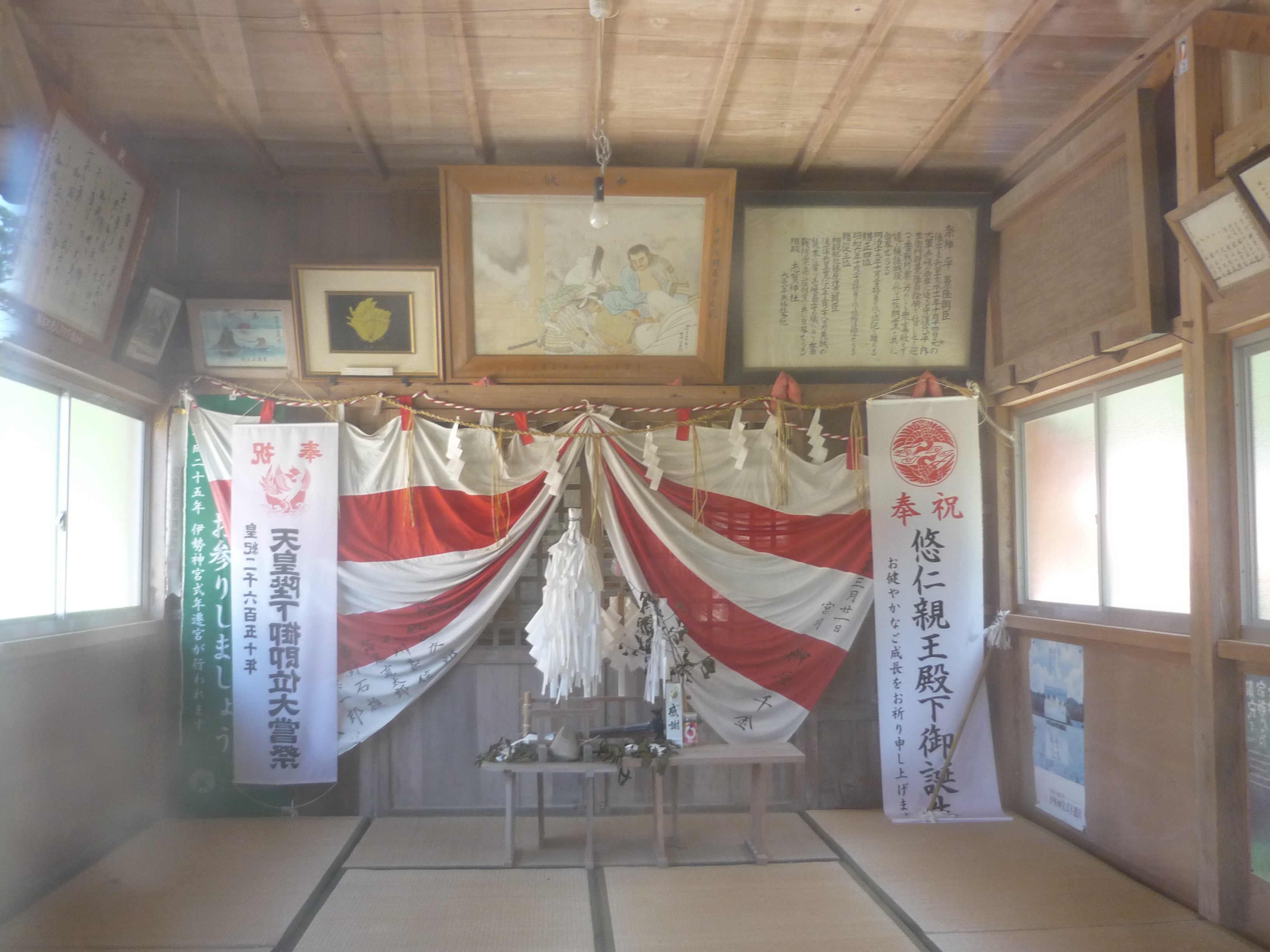
元寇の合戦の場となった壱岐の新城神社の神殿内部

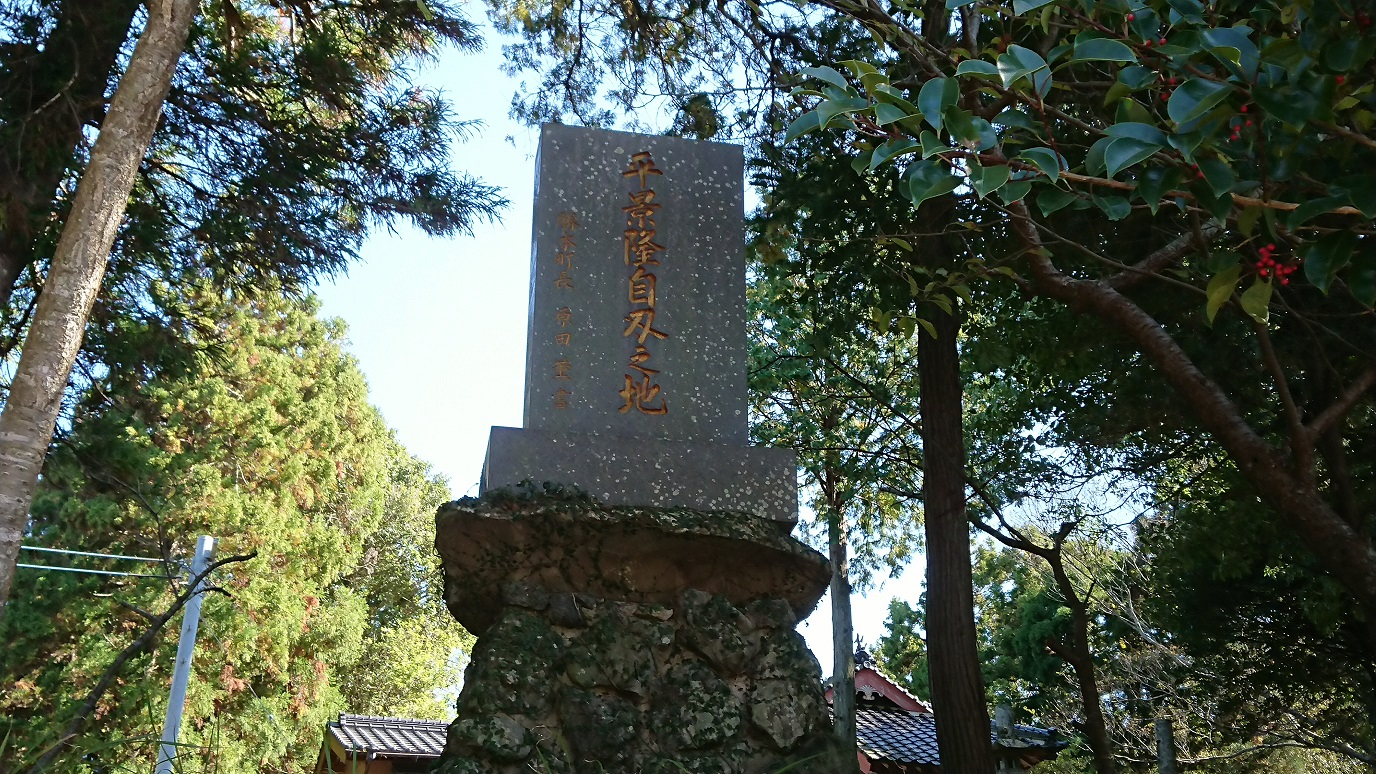
新城神社内に設置されている平景隆自刃の地を表す碑

新城神社（しんじょうじんじゃ）は、長崎県壱岐市に鎮座する神社である。

## 祭神
平景隆公を主祭神とする。

## 概要
1274年（文永11年）10月14日、元軍・高麗連合軍は、対馬に続き、壱岐島の西側に上陸。壱岐守護代・平景隆は100余騎で応戦したものの圧倒的兵力差の前に敗れ、翌15日、平景隆は樋詰城で自害する。文永の役で戦死した壱岐の守護代・平景隆の本陣であった樋詰城跡に新城神社は鎮座する。祭神の平景隆は元寇文永の役の日本国危き時に、国家を衛るため勇敢に戦い命を捧げた。
祭神は、国難事変に際して神威を顕し、平時に於ては国家の平和を護り給う神々である。 壱岐島民は文永11年（1274年）以来、新城神社御創建の願い、明治19年（1886年）本殿の建設を実現した。
なお、『高麗史』金方慶伝には、壱岐島での戦闘の模様が以下のように記されている。

## 歴史
- 文永11年（1274年） - 元（モンゴル）・高麗（韓国）連合軍による島民大虐殺
- 明治19年（1886年） - 本殿建設
- 大正7年（1918年） - 北白川宮成久王が参拝[1]
- 大正8年（1919年）10月、神饌幣帛料供進社に指定され、同年12月、郷社に列せられる

## 主な祭典
- 1月1日 - 元旦祭
- 2月11日 - 建国記念祭
- 12月31日 - 除夜祭

## 周辺史跡
- 文永の役新城古戦場（壱岐市勝本町新城東触1187[2]）

この一帯は、第一回目の元寇である文永の役(1274年）の最後の激戦地であり、惨殺された多くの壱岐島民の死体を埋めた千人塚がある。元寇殉国忠魂塔が中央に建ち、観音像、本来の千人塚の標石である自然石がある。また、案内看板もあり、元寇の悲惨さを忍ぶことができる。
- 唐人原古戦場（壱岐市勝本町北触[3]）
- 高麗橋古戦場（壱岐市勝本町西戸触[4]）
- 文永の役 元軍上陸地（壱岐市勝本町本宮仲触 浦海（うろみ）漁港）

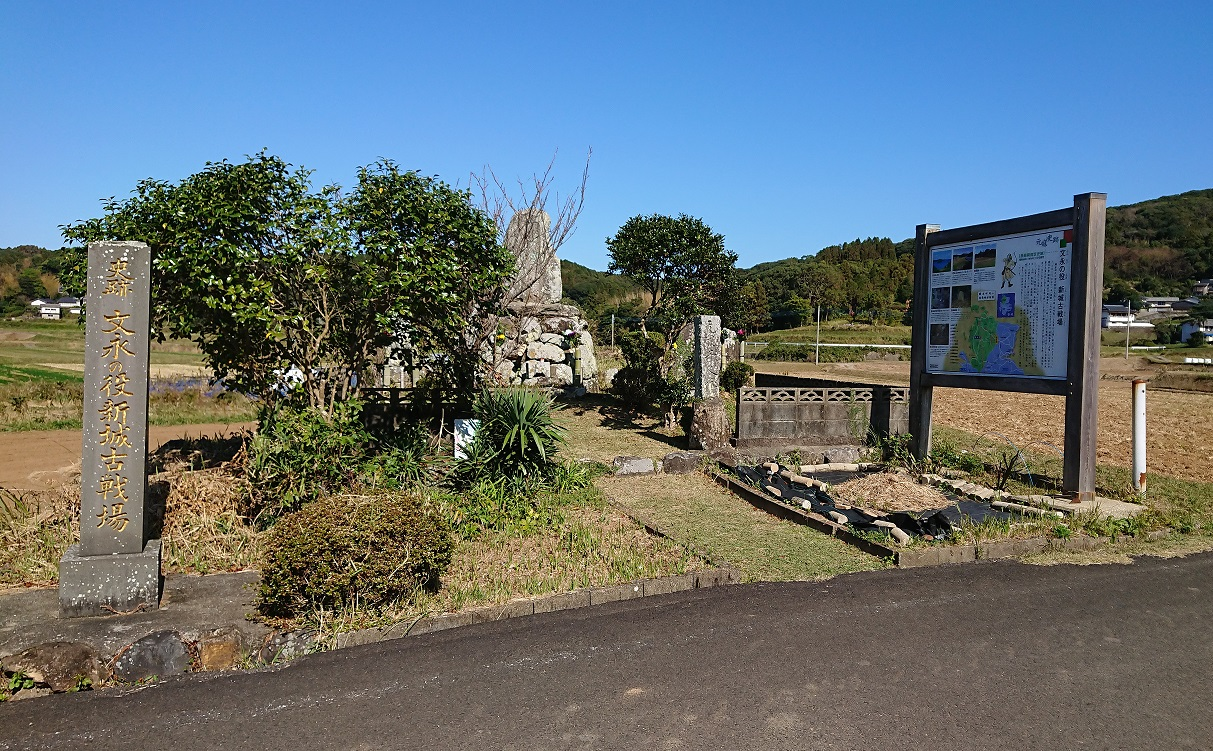
新城古戦場
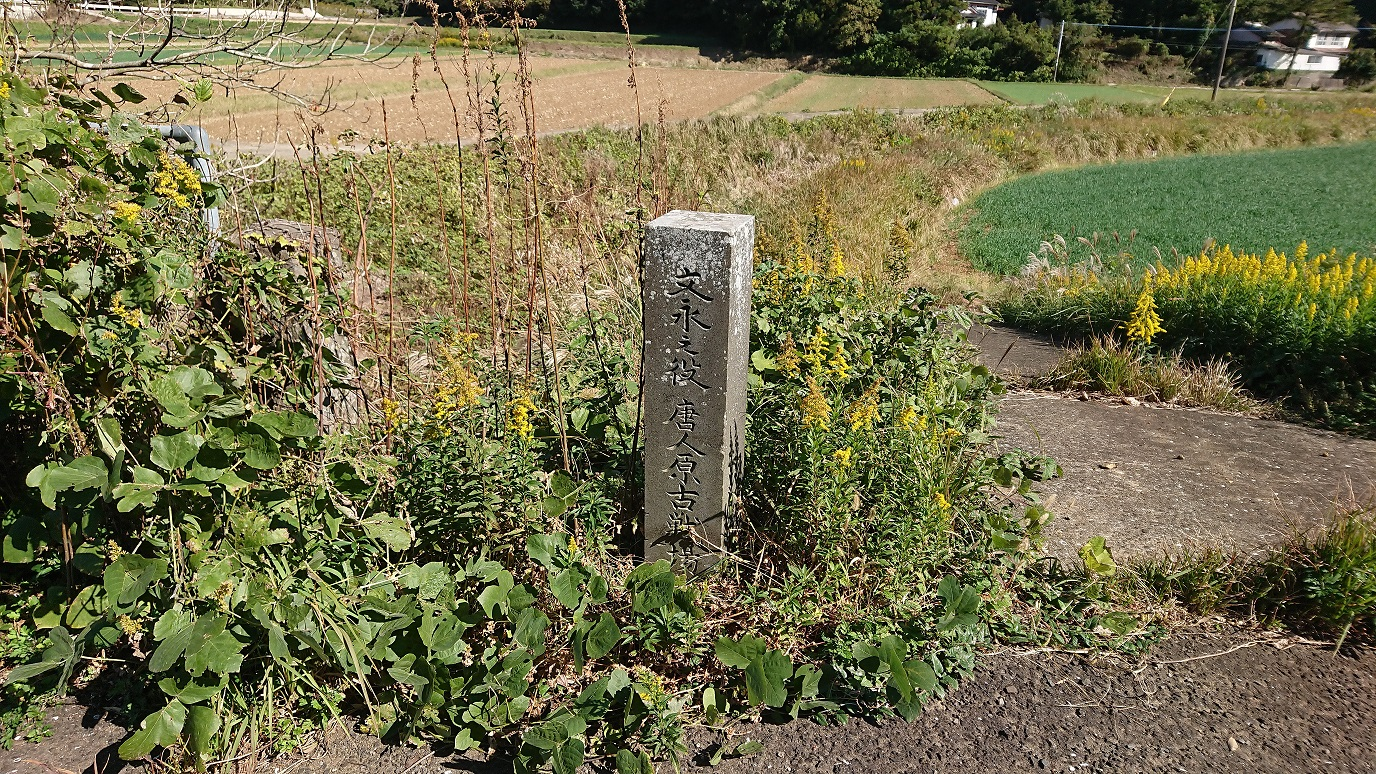
唐人原古戦場
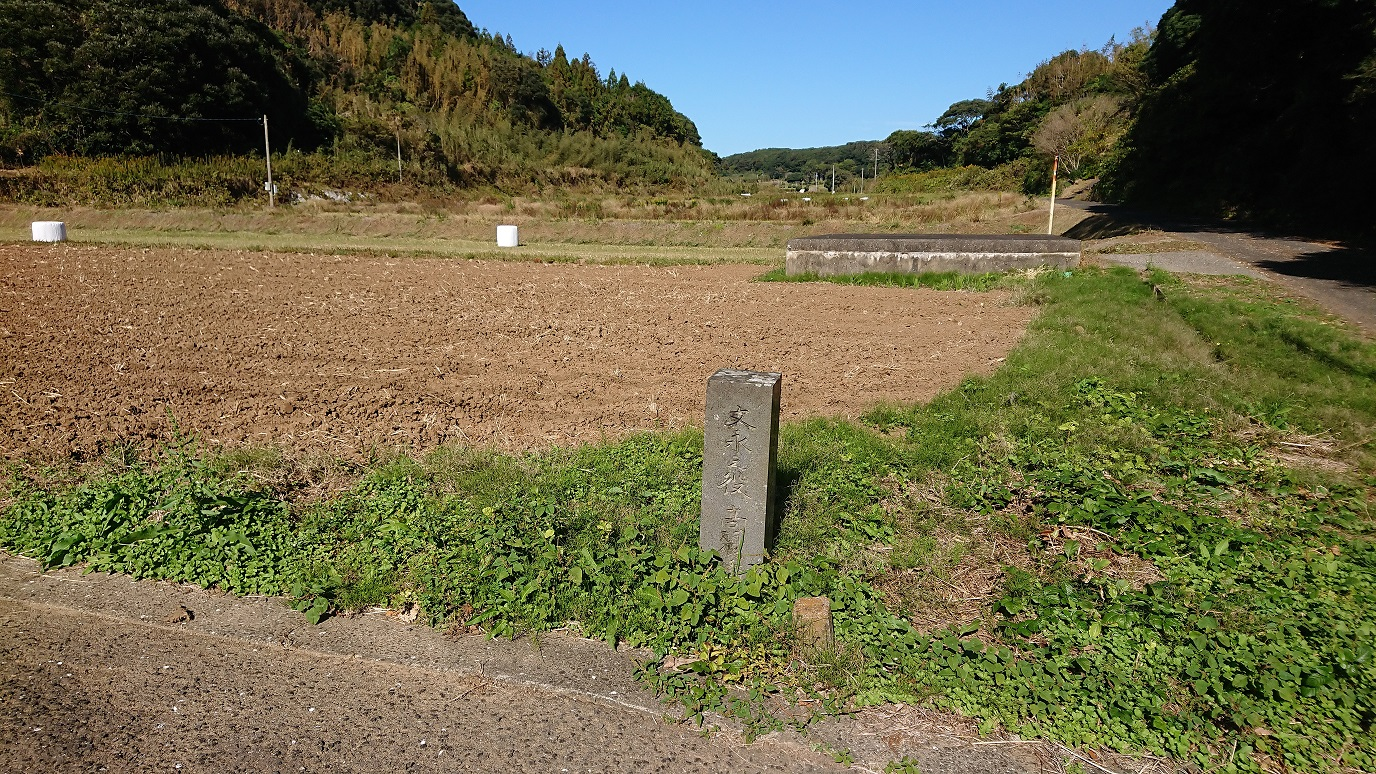
高麗橋古戦場
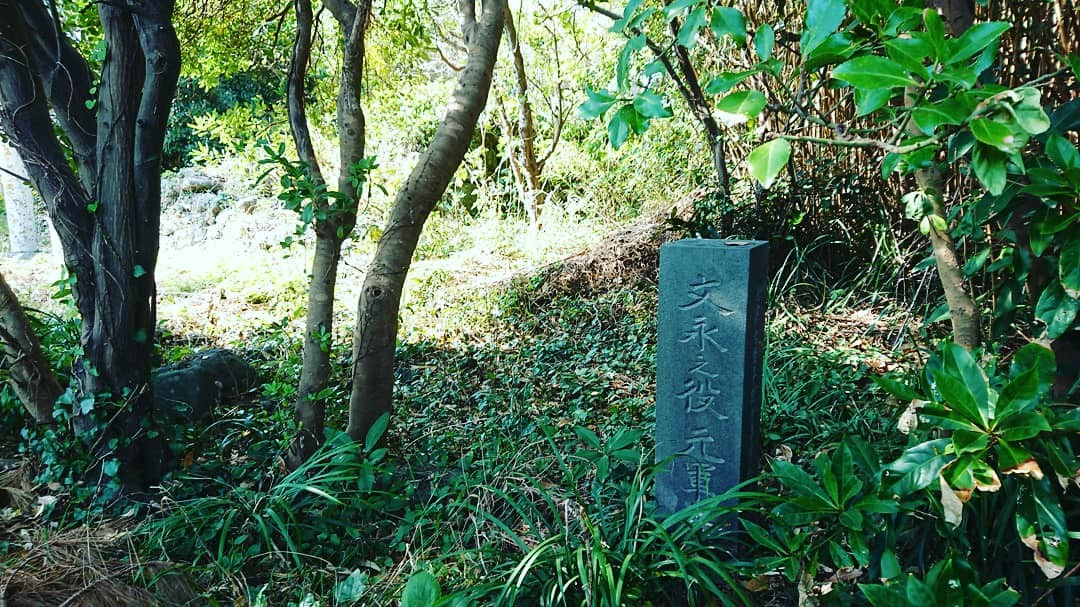
元軍上陸地（浦海）
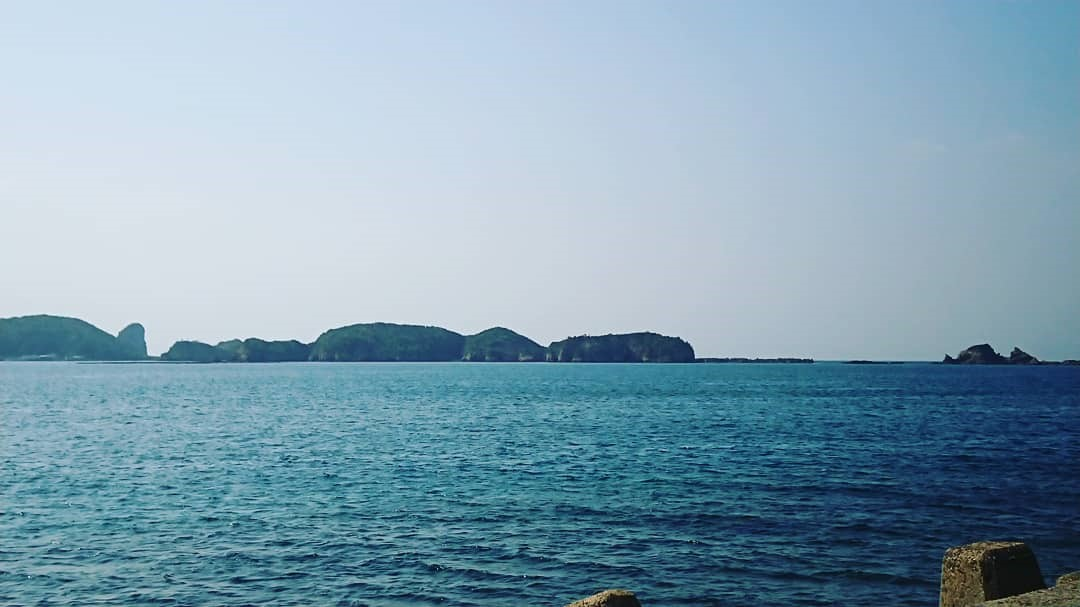
浦海漁港風景

## 交通
最寄りのバス停
- 壱岐交通 「新城橋」バス停

最寄りの地方道
- 長崎県道23号勝本石田線
- 芦辺港から車で10分